# Gossenreuth
Gossenreuth ist ein Gemeindeteil des Markts Weidenberg im Landkreis Bayreuth (Oberfranken, Bayern). Gossenreuth liegt in der Gemarkung Görschnitz.

## Geographie
Das Dorf liegt in Hanglage am Rande des Sophienthaler Forstes. Durch den Ort fließt der Lukasgraben, ein rechter Zufluss des Weißenbächleins. Eine Gemeindeverbindungsstraße führt nach Görschnitz zur Staatsstraße 2181 (1,5 km westlich) bzw. nach Heßlach (0,8 km südlich). Ein Anliegerweg führt nach Keilstein (0,2 km nördlich).

## Geschichte
Der Ort wurde 1378 als „Gozenreuth“ erstmals urkundlich erwähnt. Das Grundwort -reuth bedeutet Rodung, das Bestimmungswort des Ortsnamens ist der Personenname Gozo.
Gossenreuth bildete mit Eichleithen und Keilstein eine Realgemeinde. Gegen Ende des 18. Jahrhunderts gab es in Gossenreuth 9 Anwesen. Die Hochgerichtsbarkeit stand dem bayreuthischen Stadtvogteiamt Bayreuth zu. Die Dorf- und Gemeindeherrschaft war strittig zwischen dem Hofkastenamt Bayreuth und dem Amt Weidenberg. Grundherren waren das Hofkastenamt Bayreuth (3 Halbhöfe, 1 Sölde) und das Amt Weidenberg (1 Hof, 2 Güter, 2 Halbgütlein).
Von 1797 bis 1810 unterstand Gossenreuth dem Justiz- und Kammeramt Neustadt am Kulm. Nachdem im Jahr 1810 das Königreich Bayern das Fürstentum Bayreuth käuflich erworben hatte, wurde der Ort bayerisch. Infolge des Gemeindeedikts wurde Gossenreuth dem 1812 gebildeten Steuerdistrikt Görschnitz zugewiesen. Zugleich entstand die Ruralgemeinde Gossenreuth, zu der  Eichleithen und Keilstein gehörten. Sie war in Verwaltung und Gerichtsbarkeit dem Landgericht Weidenberg zugeordnet und in der Finanzverwaltung dem Rentamt Bayreuth. Mit dem Gemeindeedikt von 1818 wurde die Gemeinde nach Görschnitz eingegliedert. Im Zuge der Gebietsreform in Bayern wurde Gossenreuth am 1. Januar 1978 nach Weidenberg eingemeindet.

## Religion
Gossenreuth ist seit der Reformation evangelisch-lutherisch geprägt und war teils nach Weidenberg, teils nach Nemmersdorf gepfarrt.